# Paganinikontraktet (film)
Paganinikontraktet var en svensk planerad film som skulle haft premiär i Sverige 2013. Filmen skulle ha producerats av Charlotta Denward, Peter Possne och Börje Hansson och regisserats av Kjell Sundvall. Filmens manus som skrevs av Kjell Sundvall och Börje Hansson bygger på boken Paganinikontraktet av Lars Kepler och var menad att bli en uppföljare till Hypnotisören från 2012. Våren 2013 framkom det att produktionen skjutits upp på obestämd tid.

## Bakgrund och produktion
Under inspelningen av Hypnotisören meddelades det att en uppföljare planerades som skulle bygga på den andra romanen i Lars Keplers serie, Paganinikontraktet. Lasse Hallström skulle dock inte återvända som regissör till uppföljaren och 9 februari bekräftades det på Berlins filmfestival att Kjell Sundvall skulle åta sig ansvaret som regissör till det uppföljande projektet. Hallström sa att han inte gillade den andra romanen i serien men håll dörren öppen för att läsa den tredje boken innan han tackar nej till att regissera filmatiseringen av den.
Producenten Peter Possne gick ut med nyheten att man satsade på en filmatisering av samtliga åtta romaner i serien av Kepler, där den andra filmen i serien skulle spelas in under sommaren 2013 med början i maj och ha premiär samma höst.
I mars 2013 gick SF in och blåste av produktionen innan inspelningarna kunde inledas och projektet sköts därefter upp på obestämd tid. När projektet lades ner hade redan en budget satts på runt 40 miljoner kronor och ett filmteam och skådespelare valts ut.
Det finns olika förklaringar om varför projektet lades ner. Producenten Charlotta Denward menar att SF tvingades avbryta projektet eftersom manuset var för dåligt medan Kjell Sundvall menade på att det saknades finansiering, även om Charlotta Denward menade på att det kan finnas en gemensam faktor.
Även en tredje film i serien, Eldvittnet, planerades av Sonet Film med Peter Possne som producent.